# Château Haut-Brion

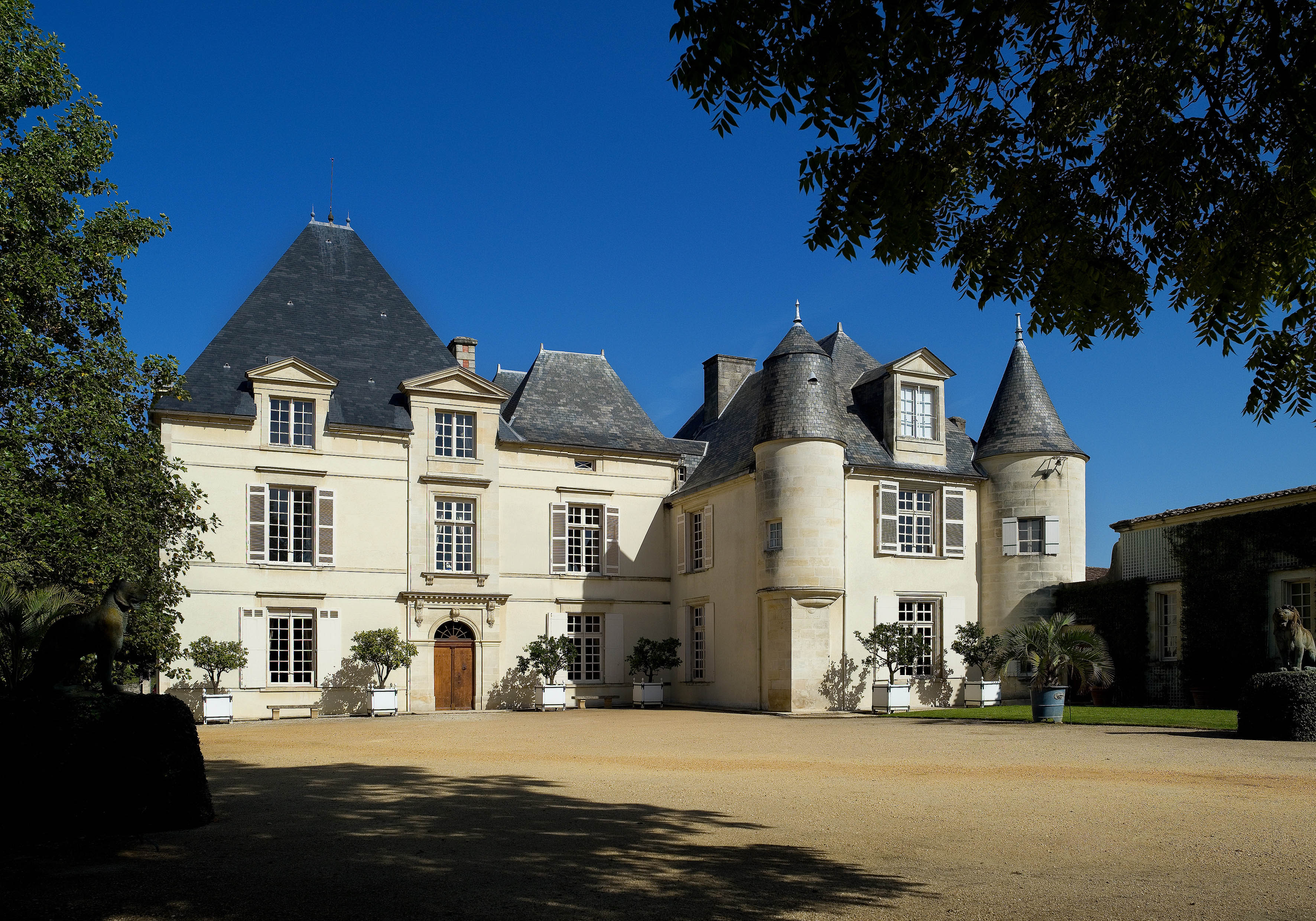
Château Haut-Brion

Château Haut-Brion är en vintillverkare från Talence, i vinområdet Graves (fr: grus) strax utanför Bordeaux, Frankrike. 
Vingården är c:a 44 ha stor. Vingården var den enda icke-Médoc baserade egendom som inkluderades i 1855 års franska vinklassificering, som erhöll den förnämsta utmärkelsen 1er cru classé. Vingårdens plantering utgörs av 55% Cabernet Sauvignon, 25% Merlot, 20% Cabernet Franc. Genomsnittlig ålder på vinstockarna är 30 år.
Gården producerar fyra viner:
- Château Haut-Brion, Grand vin - flaggskeppet.
- Le Clarence de Haut Brion, andravinet som tidigare hette Château Bahans Haut-Brion. Namnbytet skedde 2007
- Château Haut-Brion Blanc, ett torrt vitt vin
- La Clarté de Haut-Brion, vitt andravin som tidigare hette Les Plantiers du Haut-Brion. Namnbytet skedde 2008